# Orbeasca de Jos
Orbeasca de Jos – wieś w Rumunii, w okręgu Teleorman, w gminie Orbeasca. W 2011 roku liczyła 2298 mieszkańców.